# Rookie de l'Any de l'NBA
El premi al Rookie de l'Any de l'NBA és un guardó anual entregat al millor novell (rookie) de la temporada regular de l'NBA. Entregat per primera vegada en la temporada 1952-53, el guanyador del premi rep el Trofeu Eddie Gottlieb, en honor de l'entrenador dels Philadelphia Warriors. El guanyador el decideix un panell de periodistes i comentaristes esportius nord-americans, que assignen 5 punts, 3 punts i 1 punt als tres millors novells, respectivament. El jugador o jugadors amb més punts rep el premi.
El guanyador més recent del Rookie de l'Any és Victor Wembanyama. Vint-i-un dels guanyadors foren escollits en primer lloc al Draft de l'NBA i només un d'ells fou seleccionat a la segona ronda del Draft, Malcolm Brogdon, en 36a posició pels Milwaukee Bucks. Setze guardonats també guanyaren l'MVP de l'NBA eventualment; Wilt Chamberlain i Wes Unseld guanyaren ambdós premis en la mateixa temporada. Dinou guanyadors han entrat al Basketball Hall of Fame. En tres temporades, el premi al Rookie de l'Any ha estat compartit entre dos: Dave Cowens i Geoff Petrie la 1970-71, Grant Hill i Jason Kidd la 1994-95 i Elton Brand i Steve Francis la 1999-00. Cinc recipients han guanyat el premi per unanimitat (obtenint tots els vots de 5 punts possibles): Ralph Sampson, David Robinson, Blake Griffin, Damian Lillard i Karl-Anthony Towns. Sis guanyadors són nascuts fora dels Estats Units: el jamaicà Patrick Ewing, el català Pau Gasol, els australians Kyrie Irving i Ben Simmons, el canadenc Andrew Wiggins i l'eslovè Luka Dončić. D'aquests sis, tres tenen la doble nacionalitat americana; Gasol i Dončić són els únics entrenats fora del territori estatunidenc.

## Guanyadors

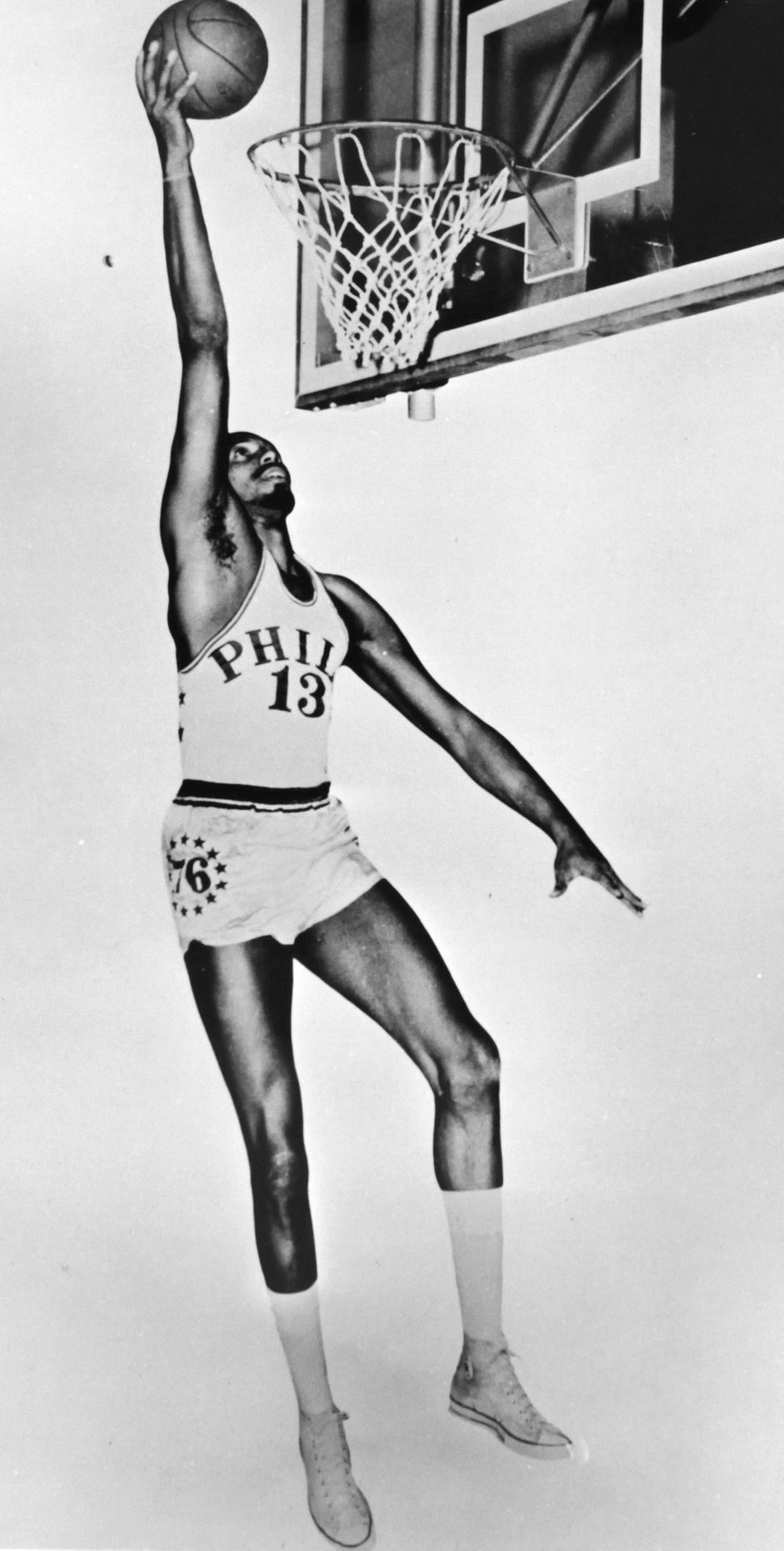
Wilt Chamberlain guanyà el premi la temporada. Juntament amb Wes Unseld, és un dels dos únics jugadors en guanyar l'MVP de l'NBA la mateixa temporada.

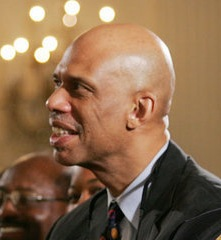
Kareem Abdul-Jabbar guanyà el premi la temporada, encara com a Lew Alcindor.

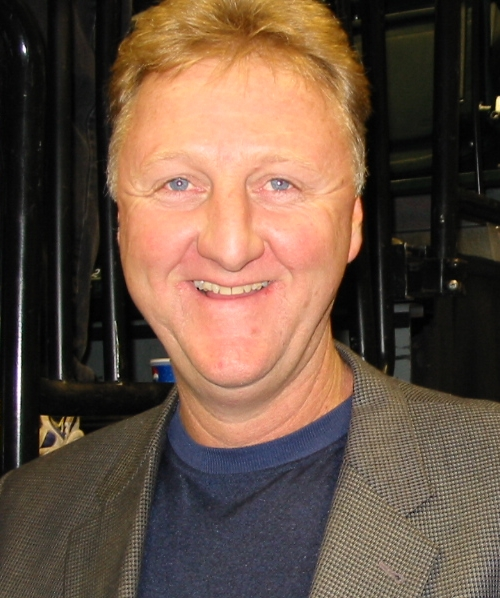
Larry Bird guanyà el premi la temporada. Tot i ser seleccionat al Draft del 1978, Bird no debutà fins a la temporada posterior.

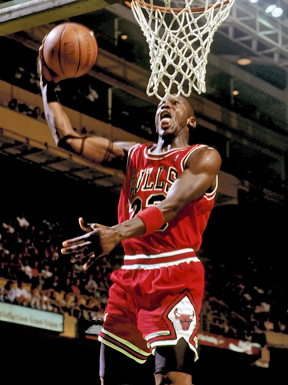
Michael Jordan guanyà el premi la temporada.

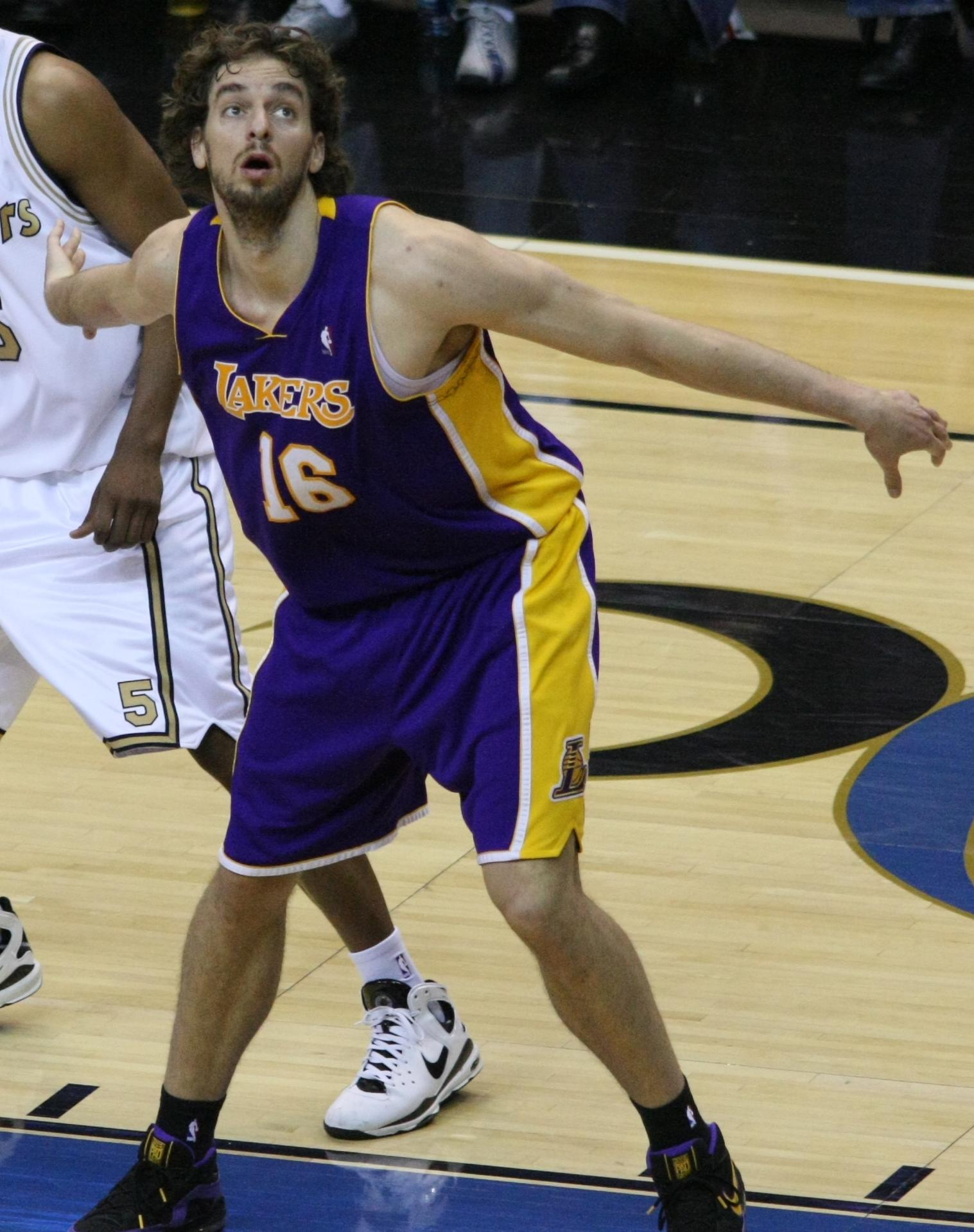
Pau Gasol guanyà el premi la temporada, convertint-se en el primer jugador sense la nacionalitat estatunidenca en rebre el premi. També fou el primer, i de moment únic, català guardonat.

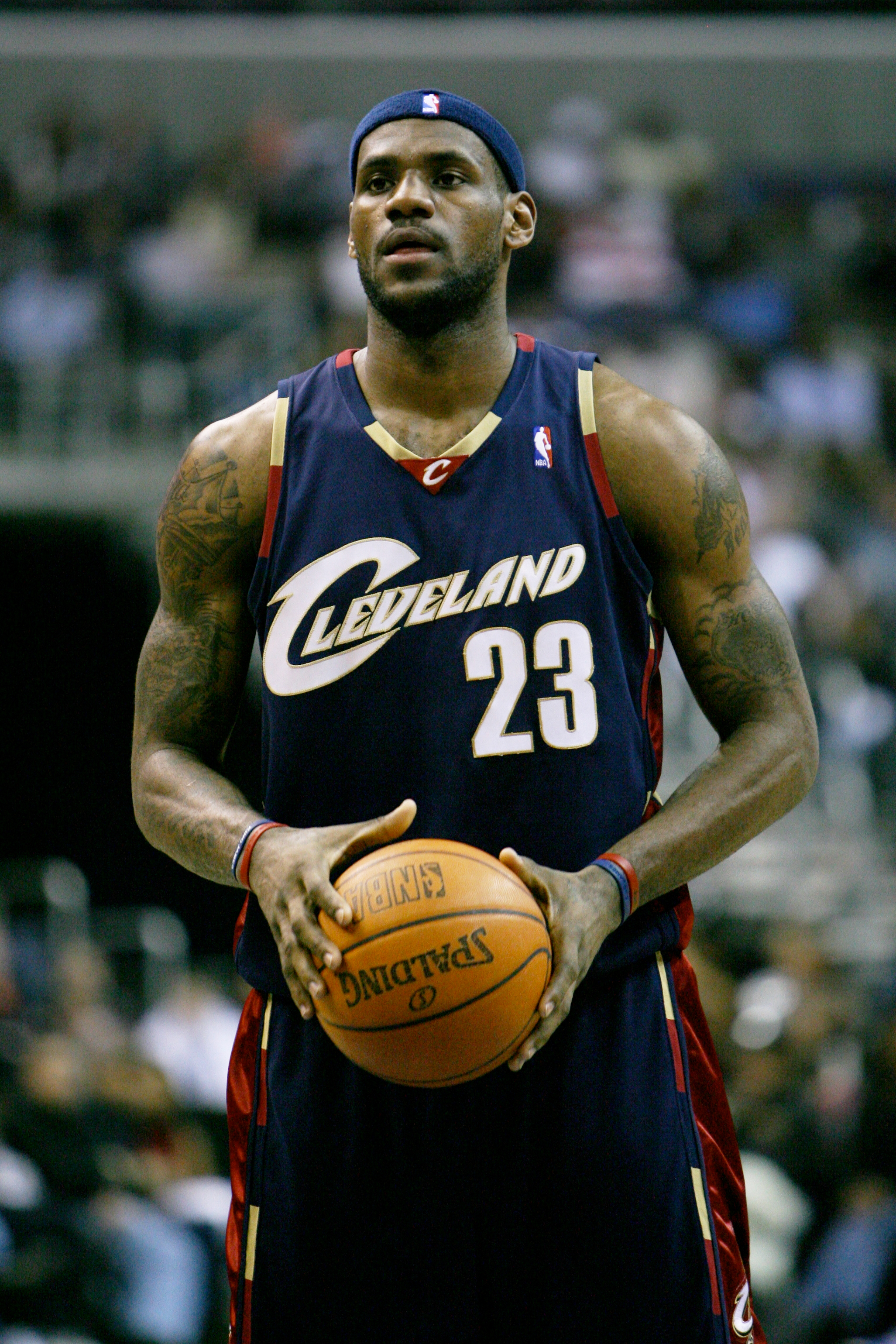
LeBron James guanyà el premi la temporada.

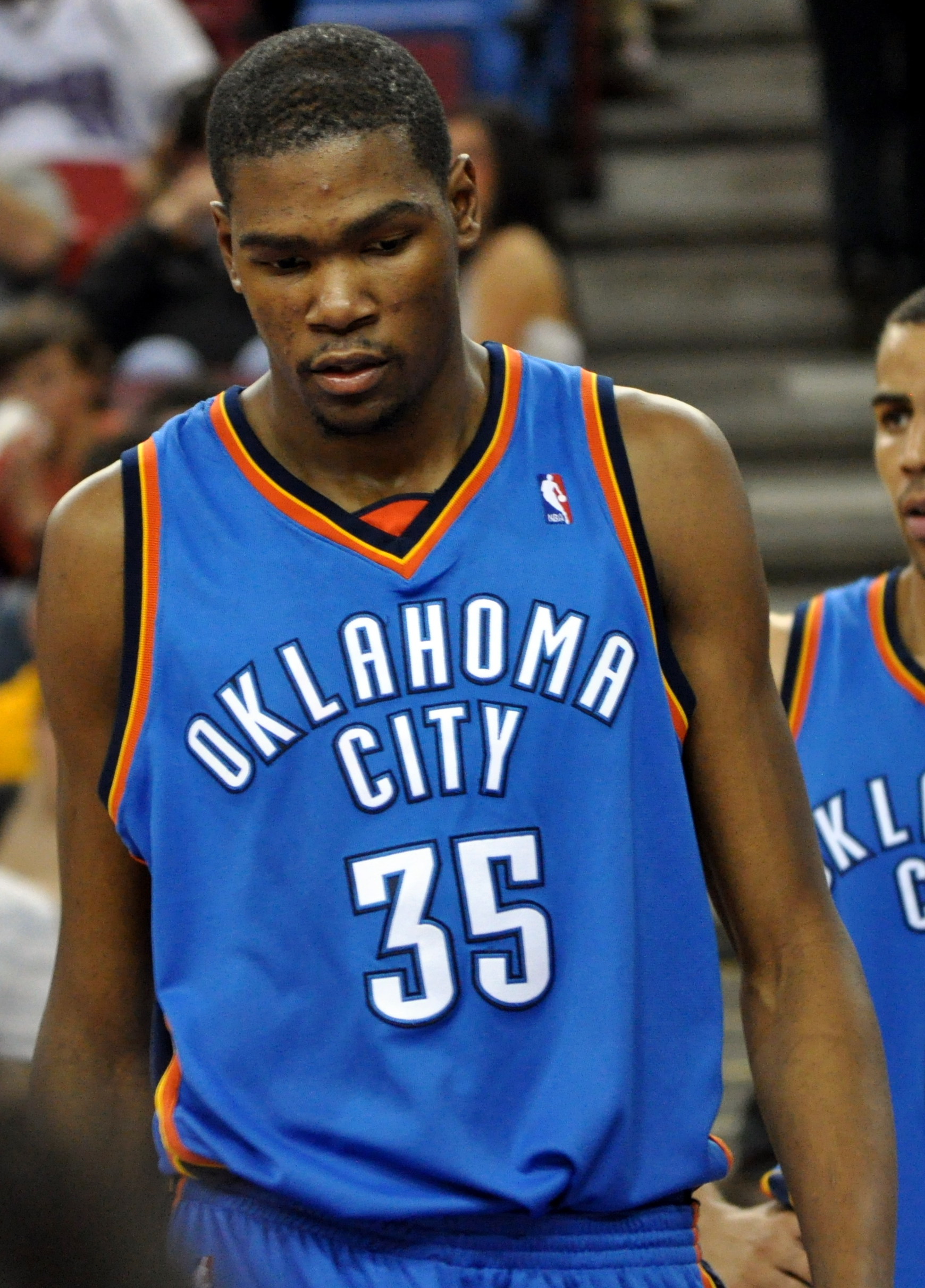
Kevin Durant guanyà el premi la temporada.

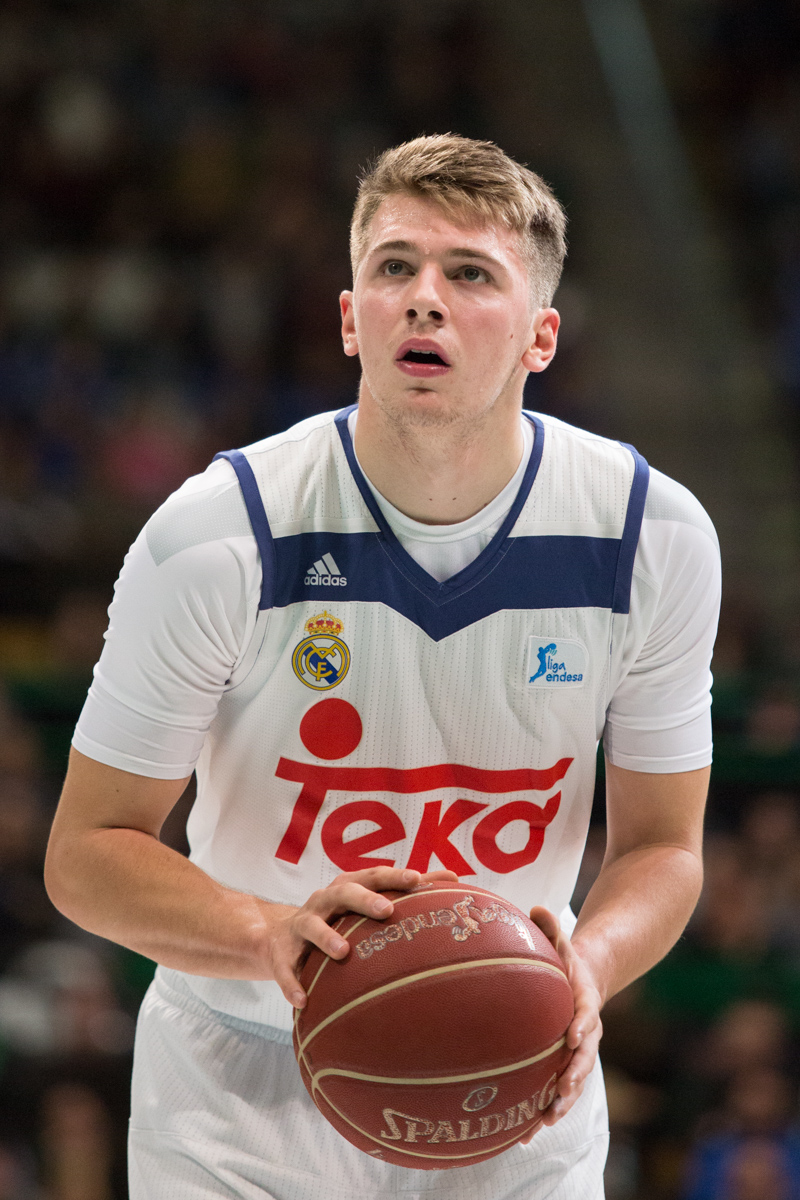
Luka Dončić guanyà el premi més recent, la temporada.

| ^      | Jugador en actiu a l'NBA           |
| *      | Membre del Basketball Hall of Fame |
| daga   | Guanyador unànime                  |
| Pick # | Posició d'elecció al draft         |
| Any    | Any d'elecció al draft             |
| T      | Elecció territorial                |

| Temporada | Jugador                  | Posició           | Nacionalitat | Equip                             | Pick # | Any  |
| --------- | ------------------------ | ----------------- | ------------ | --------------------------------- | ------ | ---- |
| 1952-53   | Don Meineke              | Aler/Pivot        | Estats Units | Fort Wayne Pistons                | 12     | 1952 |
| 1953-54   | Ray Felix                | Pivot             | Estats Units | Baltimore Bullets                 | 1      | 1953 |
| 1954-55   | Bob Pettit*              | Aler/Pivot        | Estats Units | Milwaukee Hawks                   | 2      | 1954 |
| 1955-56   | Maurice Stokes*          | Aler/Pivot        | Estats Units | Rochester Royals                  | 2      | 1955 |
| 1956-57   | Tom Heinsohn*            | Aler              | Estats Units | Boston Celtics                    | T      | 1956 |
| 1957-58   | Woody Sauldsberry        | Aler/Pivot        | Estats Units | Philadelphia Warriors             | 60     | 1957 |
| 1958-59   | Elgin Baylor*            | Aler              | Estats Units | Minneapolis Lakers                | 1      | 1958 |
| 1959-60   | Wilt Chamberlain*        | Pivot             | Estats Units | Philadelphia Warriors             | T      | 1959 |
| 1960-61   | Oscar Robertson*         | Base/Escorta      | Estats Units | Cincinnati Royals                 | 1/T    | 1960 |
| 1961-62   | Walt Bellamy*            | Pivot             | Estats Units | Chicago Packers                   | 1      | 1961 |
| 1962-63   | Terry Dischinger         | Aler/Base/Escorta | Estats Units | Chicago Zephyrs                   | 8      | 1962 |
| 1963-64   | Jerry Lucas*             | Aler/Pivot        | Estats Units | Cincinnati Royals                 | T      | 1962 |
| 1964-65   | Willis Reed*             | Pivot/Aler        | Estats Units | New York Knicks                   | 8      | 1964 |
| 1965-66   | Rick Barry*              | Aler              | Estats Units | San Francisco Warriors            | 2      | 1965 |
| 1966-67   | Dave Bing*               | Base/Escorta      | Estats Units | Detroit Pistons                   | 2      | 1966 |
| 1967-68   | Earl Monroe*             | Base/Escorta      | Estats Units | Baltimore Bullets                 | 2      | 1967 |
| 1968-69   | Wes Unseld*              | Pivot/Aler        | Estats Units | Baltimore Bullets                 | 2      | 1968 |
| 1969-70   | Lew Alcindor*            | Pivot             | Estats Units | Milwaukee Bucks                   | 1      | 1969 |
| 1970-71   | Dave Cowens*             | Pivot/Aler        | Estats Units | Boston Celtics                    | 4      | 1970 |
| 1970-71   | Geoff Petrie             | Base/Escorta      | Estats Units | Portland Trail Blazers            | 8      | 1970 |
| 1971-72   | Sidney Wicks             | Aler/Pivot        | Estats Units | Portland Trail Blazers            | 2      | 1971 |
| 1972-73   | Bob McAdoo*              | Pivot/Aler        | Estats Units | Buffalo Braves                    | 2      | 1972 |
| 1973-74   | Ernie DiGregorio         | Base/Escorta      | Estats Units | Buffalo Braves                    | 3      | 1973 |
| 1974-75   | Jamaal Wilkes*           | Aler/Base/Escorta | Estats Units | Golden State Warriors             | 11     | 1974 |
| 1975-76   | Alvan Adams              | Pivot/Aler        | Estats Units | Phoenix Suns                      | 4      | 1975 |
| 1976-77   | Adrian Dantley*          | Aler/Base/Escorta | Estats Units | Buffalo Braves                    | 6      | 1976 |
| 1977-78   | Walter Davis             | Base/Escorta/Aler | Estats Units | Phoenix Suns                      | 5      | 1977 |
| 1978-79   | Phil Ford                | Base/Escorta      | Estats Units | Kansas City Kings                 | 2      | 1978 |
| 1979-80   | Larry Bird*              | Aler              | Estats Units | Boston Celtics                    | 6      | 1978 |
| 1980-81   | Darrell Griffith         | Base/Escorta      | Estats Units | Utah Jazz                         | 2      | 1980 |
| 1981-82   | Buck Williams            | Aler/Pivot        | Estats Units | New Jersey Nets                   | 3      | 1981 |
| 1982-83   | Terry Cummings           | Aler              | Estats Units | San Diego Clippers                | 2      | 1982 |
| 1983-84   | Ralph Sampson*           | Pivot/Aler        | Estats Units | Houston Rockets                   | 1      | 1983 |
| 1984-85   | Michael Jordan*          | Base/Escorta      | Estats Units | Chicago Bulls                     | 3      | 1984 |
| 1985-86   | Patrick Ewing*           | Pivot             | Estats Units | New York Knicks                   | 1      | 1985 |
| 1986-87   | Chuck Person             | Aler              | Estats Units | Indiana Pacers                    | 4      | 1986 |
| 1987-88   | Mark Jackson             | Base/Escorta      | Estats Units | New York Knicks                   | 18     | 1987 |
| 1988-89   | Mitch Richmond*          | Base/Escorta      | Estats Units | Golden State Warriors             | 5      | 1988 |
| 1989-90   | David Robinson*          | Pivot             | Estats Units | San Antonio Spurs                 | 1      | 1987 |
| 1990-91   | Derrick Coleman          | Aler              | Estats Units | New Jersey Nets                   | 1      | 1990 |
| 1991-92   | Larry Johnson            | Aler              | Estats Units | Charlotte Hornets                 | 1      | 1991 |
| 1992-93   | Shaquille O'Neal*        | Pivot             | Estats Units | Orlando Magic                     | 1      | 1992 |
| 1993-94   | Chris Webber             | Aler/Pivot        | Estats Units | Golden State Warriors             | 1      | 1993 |
| 1994-95   | Grant Hill*              | Aler/Base/Escorta | Estats Units | Detroit Pistons                   | 3      | 1994 |
| 1994-95   | Jason Kidd*              | Base/Escorta      | Estats Units | Dallas Mavericks                  | 2      | 1994 |
| 1995-96   | Damon Stoudamire         | Base/Escorta      | Estats Units | Toronto Raptors                   | 7      | 1995 |
| 1996-97   | Allen Iverson*           | Base/Escorta      | Estats Units | Philadelphia 76ers                | 1      | 1996 |
| 1997-98   | Tim Duncan               | Aler/Pivot        | Estats Units | San Antonio Spurs                 | 1      | 1997 |
| 1998-99   | Vince Carter^            | Base/Escorta/Aler | Estats Units | Toronto Raptors                   | 5      | 1998 |
| 1999-00   | Elton Brand              | Aler              | Estats Units | Chicago Bulls                     | 1      | 1999 |
| 1999-00   | Steve Francis            | Base/Escorta      | Estats Units | Houston Rockets                   | 2      | 1999 |
| 2000-01   | Mike Miller              | Aler/Base/Escorta | Estats Units | Orlando Magic                     | 5      | 2000 |
| 2001-02   | Pau Gasol^               | Aler/Pivot        | Espanya      | Memphis Grizzlies                 | 3      | 2001 |
| 2002-03   | Amar'e Stoudemire        | Aler/Pivot        | Estats Units | Phoenix Suns                      | 9      | 2002 |
| 2003-04   | LeBron James^            | Aler              | Estats Units | Cleveland Cavaliers               | 1      | 2003 |
| 2004-05   | Emeka Okafor^            | Pivot/Aler        | Estats Units | Charlotte Bobcats                 | 2      | 2004 |
| 2005-06   | Chris Paul^              | Base/Escorta      | Estats Units | New Orleans/Oklahoma City Hornets | 4      | 2005 |
| 2006-07   | Brandon Roy              | Base/Escorta      | Estats Units | Portland Trail Blazers            | 6      | 2006 |
| 2007-08   | Kevin Durant^            | Aler              | Estats Units | Seattle SuperSonics               | 2      | 2007 |
| 2008-09   | Derrick Rose^            | Base/Escorta      | Estats Units | Chicago Bulls                     | 1      | 2008 |
| 2009-10   | Tyreke Evans             | Base/Escorta/Aler | Estats Units | Sacramento Kings                  | 4      | 2009 |
| 2010-11   | Blake Griffin^           | Aler              | Estats Units | Los Angeles Clippers              | 1      | 2009 |
| 2011-12   | Kyrie Irving^            | Base/Escorta      | Estats Units | Cleveland Cavaliers               | 1      | 2011 |
| 2012-13   | Damian Lillard^          | Base/Escorta      | Estats Units | Portland Trail Blazers            | 6      | 2012 |
| 2013-14   | Michael Carter-Williams^ | Base/Escorta      | Estats Units | Philadelphia 76ers                | 11     | 2013 |
| 2014-15   | Andrew Wiggins^          | Aler/Base/Escorta | Canadà       | Minnesota Timberwolves            | 1      | 2014 |
| 2015-16   | Karl-Anthony Towns^      | Pivot             | Estats Units | Minnesota Timberwolves            | 1      | 2015 |
| 2016-17   | Malcolm Brogdon^         | Base/Escorta      | Estats Units | Milwaukee Bucks                   | 36     | 2016 |
| 2017-18   | Ben Simmons^             | Aler/Base/Escorta | Austràlia    | Philadelphia 76ers                | 1      | 2016 |
| 2018-19   | Luka Dončić^             | Base/Escorta/Aler | Eslovènia    | Dallas Mavericks                  | 3      | 2018 |
| 2019-20   | Ja Morant                | Base              | Estats Units | Memphis Grizzlies                 | 2      | 2019 |
| 2020-21   | LaMelo Ball              | Base              | Estats Units | Charlotte Hornets                 | 3      | 2020 |
| 2021-22   | Scottie Barnes           | Aler/Pivot        | Estats Units | Toronto Raptors                   | 4      | 2021 |
| 2022-23   | Paolo Banchero           | Aler/Pivot        | Estats Units | Orlando Magic                     | 1      | 2022 |
| 2023-2024 | Victor Wembanyama        |                   | França       |                                   |        |      |

## Guanyadors no oficials
Abans de la temporada 1952-53, el Rookie de l'Any l'escollien els periodistes de diari; l'NBA no reconeix aquests guanyadors com a oficials. A la guia oficial de l'NBA 1994-95 i l'enciclopèdia oficial de l'NBA del 1994 s'hi enumeraren els guanyadors anteriors al 1953, però no aparegueren en posteriors publicacions.
| Temporada | Jugador       | Posició           | Nacionalitat | Equip                   | Pick # | Any  |
| --------- | ------------- | ----------------- | ------------ | ----------------------- | ------ | ---- |
| 1947-48   | Paul Hoffman  | Base/Escorta/Aler | Estats Units | Baltimore Bullets       | 70     | 1947 |
| 1948-49   | Howie Shannon | Base/Escorta/Aler | Estats Units | Providence Steamrollers | 1      | 1949 |
| 1949-50   | Alex Groza    | Pivot             | Estats Units | Indianapolis Olympians  | 2      | 1949 |
| 1950-51   | Paul Arizin*  | Aler/Base/Escorta | Estats Units | Philadelphia Warriors   | T      | 1950 |
| 1951-52   | Bill Tosheff  | Base/Escorta      | Estats Units | Indianapolis Olympians  | 32     | 1951 |
| 1951-52   | Mel Hutchins  | Aler/Pivot        | Estats Units | Milwaukee Hawks         | 2      | 1951 |